# Back roads and abandoned motels
Back roads and abandoned motels is het negende studioalbum van de Amerikaanse countryrockband The Jayhawks. Zanger-gitarist-liedjesschrijver Gary Louris heeft de songs van dit album geschreven voor andere artiesten en heeft ze nu zelf op de plaat gezet.

## Muziek
Net zoals op hun eerdere albums, spelen The Jayhawks vooral melodieuze pop en rock met harmonieuze zang. Hun muziek is een mengeling van alternatieve countryrock en gitaarrock. De songs Everybody knows en Bitter end zijn eerder opgenomen door het vrouwelijke countrytrio de Dixie Chicks. De originele versie van Come cryin’ to me staat op het soloalbum Mother van Nathalie Maines, zangeres van de Dixie Chicks. Gary Louris heeft het nummer Backwards women geschreven voor de countryband Wild Feathers, maar die hebben het niet op de plaat gezet. Gonna be a darkness van Jakob Dylan staat op de soundtrack van de Amerikaanse televisieserie True Blood. Emerson Hart is de zanger-songwriter van de alternatieve rockband Tonic. De nummers Carry to your safety en Leaving Detroit zijn nieuwe songs van The Jayhawks. 

### Tracklijst
1. Come cryin’ to me - (Gary Louris, Natalie Maines, Martie Maguire, Emily Robison) - Nathalie Maines (album Mother) – duur 3:40
2. Everybody knows - (Gary Louris, Natalie Maines, Emily Robison, Martie Maguire) - Dixie Chicks (album The long way) – duur 4:09
3. Gonna be a darkness - (Jakob Dylan, Gary Louris) - Jakob Dylan (Soundtrack tv-serie True blood (volume 3) – duur 4:50
4. Bitter end - (Emily Robison, Natalie Maines, Gary Louris, Martie Maguire) – Dixie Chicks – (album The long way) – duur 4:05
5. Backwards women - (Gary Louris, Joel King, Taylor Burns, Ricky Young) – Wild Feathers – (niet eerder uitgebracht) - duur 3:36
6. Long time ago - (Emerson Hart, Gary Louris) – Emerson Heart – (album Another fine day) – duur 3:56
7. Need you tonight - (Scott Thomas, Gary Louris, Kristen Hall) - Scott Thomas – (album Matson Tweed) – duur 3:17
8. El Dorado - (Carrie Rodriguez, Gary Louris, Malcolm Burn, Sandra Jennifer (Sandrine) Daniels) – Carrie Rodriguez – (album She ain’t me) – duur 4:06
9. Bird never flies - (Ari Hest, Gary Louris) – Ari West – (album Bird never flies) – duur 3:54
10. Carry you to safety - (Gary Louris) – The Jayhawks – duur 5:24
11. Leaving Detroit (Gary Louris) – The Jayhawks – duur 4:12

## Muzikanten
Tijdens de opnames van dit album bestond The Jayhawks uit: 
- Gary Louris – zang, gitaar, elektrische en akoestische gitaar
- Marc Perlman – bas
- Tim O'Reagan – drums, percussie, achtergrondzang
- Karen Grotberg – solozang (op track 1), keyboards, achtergrondzang
- John Jackson – mandoline, viool, gitaar

Gastmuzikanten:
- Eric Heywood – pedaal steelgitaar
- David Ralicke – saxofoon, trompet, trombone, hoorn (track 1)
- Ed Ackerson – percussie

Gary Louris en Marc Perlman hebben vanaf het begin deel uitgemaakt van de band.

## Album
Dit album is geproduceerd door Gary Louris, samen met John Jackson en Ed Ackerson. Louris en Jackson maakten tijdens de opnames allebei deel uit van The Jayhawks. Ackerson is songschrijver-muzikant-producer en eigenaar van de Flowers Studio in Minneapolis, waar dit album is opgenomen. Productieassistent was Joshua Williamson. Het album is gemasterd door Vic Anesini en gemixt door Guy Massey. Het is uitgebracht in juli 2018. Deze plaat is zowel op vinyl (lp) als op cd verschenen. Op de site van Discogs is de discografie van dit album te raadplegen (zie bronnen en referenties). De nummers Everybody knows en Backwards women zijn op single verschenen. 
Er zijn geen grote hoeveelheden verkocht van het album Back roads and abandoned motels. Het album is dan ook geen grote hit geworden. In Spanje heeft het album #24 behaald en in Schotland #28. In België (Vlaanderen) bereikte de plaat #91 en in Zwitserland #94. In Nederland werd het album #100. De site AllMusic waardeerde dit album drie en een halve ster (maximaal vijf). 